# Яблоновка (Лысянский район)
Яблоно́вка (укр. Яблунівка) — село в Лысянском районе Черкасской области Украины.
Население по переписи 2001 года составляло 550 человек. Почтовый индекс — 19335. Телефонный код — 4749.

## Местный совет
19335, Черкасская обл., Лысянский р-н, с. Яблоновка